# Catedral Diocesana Nossa Senhora da Piedade
A Catedral Diocesana Nossa Senhora da Piedade é uma igreja católica localizada na cidade de Coroatá, no estado do Maranhão.
É a principal igreja católica da cidade, ponto turístico, pois é na igreja que esta a padroeira da cidade (Nossa Senhora da Piedade) e sede da Diocese de Coroatá.